# A23 (Griekenland)
De A23 is een autosnelweg (in aanbouw) in Griekenland. De autosnelweg verbindt Nymfaia met Komotini. De snelweg ligt in de periferie Oost-Macedonië en Thracië.